# Di sản thương hiệu
Di sản thương hiệu (tiếng Anh: Brand heritage) là một khái niệm mới trong nguyên lý tiếp thị, cho thấy rằng sự hấp dẫn của người tiêu dùng đối với các sản phẩm và dịch vụ được cung cấp bởi các công ty có danh tiếng có thể được nâng cao bởi đặc tính lịch sử của thương hiệu. Di sản thương hiệu được hiểu là một tài sản truyền thông cho công ty tạo nên một hành trình cảm xúc cho người tiêu dùng.
Một nghiên cứu gần đây của các thương hiệu toàn cầu hàng đầu trong nhiều lĩnh vực khác nhau đã chỉ ra rằng hơn 40% trong số đó đã được thành lập hơn 100 năm trước. Nghiên cứu về di sản thương hiệu chỉ ra rằng nó như một yếu tố vận chuyển các giá trị lịch sử từ quá khứ đến hiện tại và tương lai và làm tăng giá trị thương hiệu trong mắt người tiêu dùng.
Mục đích của marketing bằng di sản thương hiệu không phải là để làm tăng cảm nhận về những giá trị lịch sử, mà là để gây ảnh hưởng đến hành vi mua hàng trong tương lai bằng cách sử dụng các nguồn tài nguyên mang tính lịch sử trong các sáng kiến marketing hiện tại.
Di sản thương hiệu là một trong những yếu tố đầu tiên làm tăng giá trị và sự khác biệt cho các thương hiệu, làm cho bản sắc của họ trở nên vô cùng mạnh mẽ, đặc biệt là khi chúng được diễn giải lại trong bối cảnh hiện đại. Hơn nữa, di sản là một yếu tố quan trọng mang tính xác thực và hợp pháp cho một thương hiệu. 

## Lịch sử hình thành
Khái niệm di sản thương hiệu được xây dựng dựa trên các học thuyết trước đây về tài sản thương hiệu (Aaker, 2004), Quản trị thương hiệu (Keller, 2008), Bản sắc công ty (Balmer, 1998), Tiếp thị hồi cứu (Brown, Kozinets, và Sherry, 2003), Nghiên cứu về nỗi nhớ (Holbrook và Schindler, 2003) và Tính xác thực (Grayson và Martinec, 2004); các nghiên cứu liên quan trước đây về Di sản như là một hiện tượng văn hóa (Lowenthal, 1998), Hiệu ứng di sản trong du lịch (Timothy và Boyd, 2003) và Hiệu ứng di sản cho các chế độ quân chủ (Balmer, Greyser, và Urde, 2006).
Trong các tài liệu về marketing, khái niệm di sản thương hiệu được giới thiệu bởi Balmer, Greyser và Urde (2006), bằng cách khám phá chế độ quân chủ Thụy Điển như một thương hiệu công ty, đã thu hút sự chú ý về tầm quan trọng của di sản trong bối cảnh này. Tuy nhiên, bài báo chuyên đề của Urde et al. (2007) đã đề xuất định nghĩa của di sản thương hiệu: "... một khía cạnh của bản sắc thương hiệu được tìm thấy trong hồ sơ theo dõi, bề dày lịch sử, giá trị cốt lõi, sử dụng biểu tượng và đặc biệt là trong niềm tin của tổ chức về tầm quan trọng của lịch sử".

## Nguyên lý ứng dụng
Di sản thương hiệu thường có ở các thương hiệu có lịch sử hình thành từ lâu đời, lịch sử hình thành gắn với nhiều cột mốc đặc biệt và những thương hiệu xa xỉ. Các thương hiệu xa xỉ từ lâu đã dựa vào di sản thương hiệu để truyền đạt giá trị. Khía cạnh di sản thương hiệu tăng sự sâu sắc, tính xác thực và độ tin cậy đối với nhận thức về giá trị của thương hiệu, tất cả góp phần nâng cao lòng trung thành và sự chấp nhận giá cao.
Di sản thương hiệu có thể được sử dụng làm bằng chứng để hỗ trợ cho tuyên bố về các thuộc tính hoặc địa vị của một thương hiệu hoặc sản phẩm của nó. Di sản thương hiệu cũng đóng vai trò là khẳng định sự tồn tại, ảnh hưởng bởi những giá trị trong quá khứ tác động đến nhận thức và thói quen của người tiêu dùng. Di sản thương hiệu không chỉ có tác dụng trong việc xác định danh tính của thương hiệu mà còn có thể xác định danh tính của người tiêu dùng. Các thương hiệu có di sản tạo nên một đẳng cấp riêng biệt và đòi hỏi một cách tiếp cận riêng biệt để quản lý thương hiệu so với các thương hiệu trẻ. Di sản thương hiệu có thể tạo nên sự khác biệt so với đối thủ cạnh tranh.
Bằng cách tích cực thu hút người mua, các thương hiệu nhằm xây dựng các kết nối cảm xúc lâu dài. Đặc biệt trong thời kỳ thị trường toàn cầu biến động, di sản thương hiệu là yếu tố chính tạo nên đòn bẩy giá trị. Các thương hiệu sử dụng bề dày lịch sử để nhấn mạnh độ tin cậy trong các giá trị cốt lõi, ngụ ý các giá trị quốc gia, lịch sử và văn hóa. 
Di sản thương hiệu không nên nhầm lẫn với tiếp thị hoài cổ. Một thương hiệu lâu đời sở hữu vị trí và giá trị gia tăng dựa trên di sản. Nhiều thương hiệu có lịch sử nhưng chỉ một số ít thực sự là di sản thương hiệu, có thể khai thác di sản này trong thị trường toàn cầu nơi truyền thống và bản sắc thể hiện bản thân và tạo nên sự khác biệt so với đối thủ.
Các ví dụ về marketing liên quan đến di sản thương hiệu bao gồm việc ngày thành lập công ty trên bao bì sản phẩm, các trang web mô tả về lịch sử của công ty và lễ kỷ niệm doanh nghiệp. Hình thức marketing này cũng liên quan đến việc tạo ra các sản phẩm mang tính biểu tượng lịch sử của công ty. Nó thậm chí có thể bao gồm việc tạo ra các sản phẩm mới kết hợp các yếu tố trực quan từ các phiên bản cũ hoặc thiết kế các sản phẩm mới đại diện cho một lý tưởng về quá khứ của công ty hoặc nghệ thuật dựa trên thực tế lịch sử của công ty.
Kích hoạt di sản thương hiệu có thể được thực hiện qua việc sử dụng các biểu tượng mang tính di sản trong thiết kế sản phẩm và truyền thông tiếp thị; bảo vệ di sản thông qua việc đảm bảo tính tiếp diễn của di sản. 

## Tầm quan trọng
Các lý thuyết thuyết phục liên quan đến di sản thương hiệu và ảnh hưởng của nó đối với việc mua hàng (thái độ và hành vi).
Một số lý thuyết thuyết phục có thể giúp giải thích di sản thương hiệu và ảnh hưởng đến thái độ của người tiêu dùng. Lý thuyết mô hình tham gia thấp đã chứng minh rằng đối với các cá nhân có sự tham gia thấp (nghĩa là mức độ liên quan cá nhân thấp giữa cá nhân và vấn đề), thương hiệu trở nên quan trọng hơn đối với người tiêu dùng theo thời gian, thông qua sự lặp lại như quảng cáo nhất quán. Thay đổi thái độ thông qua sự lặp lại có thể dẫn đến một sự thay đổi trong thái độ và hành vi mua hàng. Krugman từ mô hình có thể áp dụng cho mối quan hệ giữa di sản thương hiệu và thái độ liên quan đến mua hàng.
Một di sản thương hiệu là một phần dựa trên tuổi thọ của nó. Nếu một thương hiệu có tuổi thọ cao, sau đó theo thời gian, tên thương hiệu được lặp lại cho người tiêu dùng thường xuyên hơn so với thương hiệu không có tuổi thọ bằng. Đối với các cá nhân có sự tham gia thấp, tuổi thọ của một thương hiệu có thể ảnh hưởng  đáng kể đến thái độ của họ đối với thương hiệu đó, bởi vì họ tiếp xúc với thương hiệu nhiều lần.
Thông qua tiếp xúc nhiều lần, mức độ tham gia thấp, người tiêu dùng nhìn thấy các thương hiệu di sản với tuổi thọ thuận lợi hơn theo thời gian. Điều quan trọng cần lưu ý là định nghĩa của Krugman (năm 1965) về một cá nhân có sự tham gia thấp khác với định nghĩa về một sản phẩm hoặc loại sản phẩm có sự tham gia thấp của người Viking, một khái niệm cũng đã được tham khảo trong nghiên cứu này. (1970) định nghĩa sự tham gia của sản phẩm là, mức độ chung của quan tâm đến đối tượng, hoặc tính trung tâm của đối tượng đối với người mà cấu trúc bản ngã của mình 
Hơn nữa, Martin (1998) viết rằng sự tham gia là một kiểu mức độ tâm lý nhận dạng và tình cảm, mối quan hệ tình cảm của người tiêu dùng với một yếu tố kích thích hoặc kích thích - ở đây các kích thích là danh mục sản phẩm hoặc nhãn hiệu cụ thể (trang 9). Đối với mục đích của nghiên cứu này, một sản phẩm có sự tham gia cao là một sản phẩm mà người tiêu dùng xác định và có quan hệ tình cảm. Ngược lại, một sản phẩm có sự tham gia thấp là một sản phẩm mà người tiêu dùng không xác định và không có mối quan hệ tình cảm mạnh mẽ.
Mô hình Heuristic-Systematic cũng rất quan trọng khi thảo luận về khái niệm di sản thương hiệu và có thể được sử dụng để giúp các nhà nghiên cứu hiểu cách thức di sản thương hiệu có thể ảnh hưởng đến thái độ của người tiêu dùng. Mô hình Heuristic-Systematic nói rằng các cá nhân sử dụng các kiểu heuristic và có hệ thống để xử lý các thông điệp. Khi một cá nhân có sự tham gia cao, người đó sẽ xử lý các thông điệp một cách có hệ thống (tức là chi tiết xử lý nội dung thông điệp). Khi một cá nhân có sự tham gia thấp, anh ta hoặc cô ấy sẽ căn cứ ý kiến của họ về phản ứng của họ về tín hiệu phi nội dung. Những tín hiệu nội dung còn được gọi là heuristic nhận thức ". Sau khi ban đầu xuất bản mô hình heuristic-systematic, Maheswaran, Mackie, & Chaiken (1992) xem lại mô hình và khám phá làm thế nào tên thương hiệu phù hợp trong mô hình. Họ đã kiểm tra điều này bằng cách hỏi các chủ đề để đọc mô tả về các sản phẩm mới nói về quan trọng và không quan trọng các thuộc tính và họ đã thay đổi tên thương hiệu trên các mô tả này bằng cách đưa ra một số tên thương hiệu thuận lợi và một số tên thương hiệu không thuận lợi. Nghiên cứu tìm thấy rằng các cá nhân có sự tham gia thấp chỉ bị ảnh hưởng bởi tên thương hiệu mà họ đã tiếp xúc cùng, không bị ảnh hưởng bởi tên thương hiệu mới. Khi các cá nhân có sự tham gia cao được trình bày với tầm quan trọng thuộc tính và tên thương hiệu không thuận lợi, chúng chỉ bị ảnh hưởng bởi các thuộc tính chứ không phải tên thương hiệu không thuận lợi. Khi các cá nhân có nhiệm vụ cao được trình bày với các thuộc tính quan trọng cao và tên thương hiệu thuận lợi, thái độ của họ bị ảnh hưởng bởi cả hai các thuộc tính và tên thương hiệu thuận lợi.
Các nghiên cứu về mô hình heuristic-systematic làm sáng tỏ lý do tại sao di sản thương hiệu có thể là một công cụ cho các thương hiệu tận dụng để tác động đến thái độ của người tiêu dùng. Nếu người tiêu dùng có sự tham gia thấp, họ có thể sử dụng di sản thương hiệu như một gợi ý theo phương pháp Heuristic, và thái độ của họ và kết quả hành vi mua có thể bị ảnh hưởng bởi gợi ý này. Các nghiên cứu cũng đề xuất các cá nhân tham gia cao có tính đến thương hiệu khi tên thương hiệu thuận lợi và kết hợp với các thuộc tính thuận lợi.

## Di sản thương hiệu và nhận thức của người tiêu dùng
Các học giả không chỉ định nghĩa di sản thương hiệu và thiết lập các thông số xung quanh nó là gì và không phải là gì, mà họ còn bắt đầu nghiên cứu làm thế nào di sản thương hiệu có thể ảnh hưởng đến nhận thức của một cá nhân về thương hiệu, làm thế nào các công ty có thể điều chỉnh di sản thương hiệu phù hợp với nhu cầu của nhãn hiệu và tác động của di sản thương hiệu đối với người tiêu dùng, thái độ và hành vi liên quan đến mua hàng.
Một cách mà các học giả đã khám phá di sản thương hiệu là bằng cách kiểm tra cách nó thúc đẩy người tiêu dùng nhận thức về thương hiệu. Thông qua thăm dò như vậy, họ đã phát hiện ra rằng các thương hiệu có thể tận dụng 20 năm tuổi đời và tính bền vững của họ để chứng minh rằng giá trị cốt lõi và hiệu suất của họ là đáng tin cậy. Hơn nữa, một di sản của thương hiệu tạo ra giá trị cho người tiêu dùng và mang lại đòn bẩy cho thương hiệu, đặc biệt là trong thời gian mà niềm tin của người tiêu dùng thấp.
Tất cả các nghiên cứu được thực hiện về cách di sản thương hiệu thúc đẩy người tiêu dùng nhận thức về thương hiệu đã chỉ ra rằng di sản thương hiệu ảnh hưởng tích cực đến nhận thức của người tiêu dùng. Ví dụ: trong khám phá di sản thương hiệu trong ngành công nghiệp xe hơi của Wiedmann et al. (2011a), họ thấy rằng di sản thương hiệu trong ngành công nghiệp xe hơi ảnh hưởng đáng kể đến thái độ và hành vi liên quan đến mua hàng.
Một nghiên cứu riêng biệt của Merchant & Rose (2013) đã tìm thấy kết quả tương tự. 
Merchant & Rose (2013) đã nghiên cứu nỗi nhớ gián tiếp gợi lên quảng cáo để xem nó có tác động đến di sản thương hiệu hay không và liệu điều này dẫn đến sự gắn kết thương hiệu của người tiêu dùng hay không. Nghiên cứu cho thấy nỗi nhớ gợi lên thông qua quảng cáo nâng cao và xây dựng nhận thức di sản thương hiệu cho người tiêu dùng thiên về cảm giác hoài cổ. Nghiên cứu cũng cho thấy rằng đối với những người tiêu dùng hoài cổ, sự gia tăng nhận thức về di sản thương hiệu đã dẫn đến sự gia tăng của người tiêu dùng đính kèm với thương hiệu. Wiedmann và cộng sự (2011a) đã tìm thấy kết quả tương tự và kết luận rằng các mối liên kết giữa di sản thương hiệu, nhận thức về thương hiệu và hành vi của người tiêu dùng. Trong một cuộc thăm dò của mười lăm trình điều khiển di sản thương hiệu bao gồm sự liên tục của người Viking, huyền thoại của người Hồi giáo, sự tin cậy của người hâm mộ, người quen và người hâm mộ, họ thấy rằng những chiều này của di sản thương hiệu có liên quan đáng kể đến thái độ nhận thức, tình cảm và chủ ý của người tiêu dùng khi họ đánh giá một thương hiệu. Họ cũng thấy rằng người tiêu dùng đặt niềm tin lớn hơn vào các thương hiệu di sản và đồng thời cảm thấy rằng bản thân đã giảm bớt rủi ro tài chính bằng cách mua sản phẩm từ các thương hiệu di sản so với các thương hiệu không có di sản. Trong mọi trường hợp, các học giả đồng ý rằng di sản thương hiệu dẫn đến nhận thức tích cực về một thương hiệu.

## Di sản thương hiệu và thái độ và hành vi liên quan đến mua hàng
Cuối cùng, các học giả đã nghiên cứu di sản thương hiệu và tác động của nó đối với thái độ liên quan đến mua hàng. Rose, Merchant, Orth, & Horstmann (2016) và Wiedmann et al (2011a) là hai trong số vài nhóm học giả kiểm tra di sản thương hiệu một cách định lượng và mở rộng công việc của Urde (2007) để hiểu chính xác di sản thương hiệu tác động đến thái độ mua hàng như thế nào. Thông qua nghiên cứu của họ, Rose và cộng sự (2016) đã phát hiện ra rằng các thương hiệu thành công khuyến khích di sản của họ tạo cảm xúc tích cực và niềm tin của người tiêu dùng, điều này dẫn đến sự gắn bó của người tiêu dùng, tăng cam kết với thương hiệu và tăng ý định mua hàng. Để gây ảnh hưởng đến ý định mua, một thương hiệu phải sử dụng thành công di sản của mình bằng cách chứng minh sự ổn định của nó, độ tin cậy và hiệu suất trong quá khứ và gắn các yếu tố này với hiện tại. Nếu một thương hiệu sử dụng thành công di sản của nó, thương hiệu đó có thể tác động đến ý định mua hàng của người tiêu dùng. Các nghiên cứu của Wiedmann và cộng sự (2011a) đã tìm thấy kết quả tương tự và được thêm vào tài liệu bằng cách chỉ ra người tiêu dùng sẵn sàng trả giá cao cho các thương hiệu di sản. Di sản thương hiệu thấm nhuần niềm tin vào người tiêu dùng khi đưa ra quyết định mua hàng của họ, khi các thương hiệu sử dụng di sản của họ, người tiêu dùng sẵn sàng hơn cho việc trả giá cao hơn cho các giá trị truyền thống như uy tín, tính liên tục và định hướng, đặc biệt là trong thời kỳ bất ổn như khủng hoảng tài chính. Dựa trên phát hiện này, Rose et al. (2016) và Wiedmann (2011a) đã mở đường cho công việc trong tương lai trong nghiên cứu di sản thương hiệu.
Trong khi các học giả đã định nghĩa khái niệm di sản thương hiệu và khám phá sâu sắc lĩnh vực này để hiểu được nó ảnh hưởng đến thái độ của người tiêu dùng như thế nào, vẫn còn nhiều khoảng trống trong các nghiên cứu cho đến tận ngày nay. Hầu hết các công trình học thuật về di sản thương hiệu đã được hoàn toàn khái niệm trong tự nhiên. Công việc bắt đầu khám phá mối quan hệ giữa di sản thương hiệu và thái độ của người tiêu dùng đối với thương hiệu, nhưng rất khó để khái quát hóa rộng rãi khi ảnh hưởng của di sản thương hiệu có thể thay đổi tùy thuộc vào các yếu tố như loại công ty, loại người tiêu dùng, hoặc loại sản phẩm. Ví dụ, làm sáng tỏ khái niệm về di sản thương hiệu, nhưng nghiên cứu của họ về di sản thương hiệu chỉ kéo dài đến tận ngành công nghiệp xe hơi. Ở đó không có nghiên cứu trải rộng trên các loại khác. Các tài liệu cũng không đề cập đến sự thay đổi tiềm năng trong nhận thức của người tiêu dùng về thương hiệu với di sản theo thời gian. Những tình cảm về di sản thương hiệu được Nick Clark (2015) nắm bắt chưa bao giờ được đưa vào thử nghiệm. Các học giả đã xác nhận rằng di sản thương hiệu ảnh hưởng đến nhận thức của người tiêu dùng về bản thân thương hiệu đó cũng như thái độ liên quan đến hành vi mua hàng của họ, nhưng họ không tìm cách hiểu liệu rằng "di sản thương hiệu" mang ý nghĩa tương tự như những năm trước, hoặc nếu di sản mất ít thời gian để xây dựng hơn trước đây.
Cuối cùng, các học giả đã không nghiên cứu mối quan hệ giữa di sản thương hiệu và thái độ và hành vi liên quan đến mua hàng của người tiêu dùng dựa trên loại người tiêu dùng. Các nhân tố chẳng hạn như độ tuổi người tiêu dùng, nền tảng văn hóa và thu nhập đều có thể ảnh hưởng đến cá nhân bị ảnh hưởng bởi di sản của một thương hiệu. Cho các tài liệu trình bày ở trên, cũng như các ngành chuỗi bình luận về sự thay đổi trong ý nghĩa của một "thương hiệu di sản", chúng tôi đặt ra các giả thuyết như sau
H1: Người tiêu dùng từ 18 đến 34 tuổi thể hiện thái độ và hành vi tích cực hơn liên quan đến mua hàng đối với thương hiệu phi di sản hơn thế hệ cũ (35-74 tuổi).
H2: Người tiêu dùng trong độ tuổi 18-34 có nhiều khả năng mua hàng từ một công ty ít hơn một tuổi.
Nghiên cứu sau đây được thiết kế để hiểu tuổi vì nó liên quan đến di sản thương hiệu và tác động đến thái độ và hành vi liên quan đến mua hàng của người tiêu dùng. Những phát hiện này sẽ thêm vào học tập làm việc về di sản thương hiệu và cung cấp cho các nhà tiếp thị một số nguồn tham khảo để suy nghĩ khi họ quyết định làm thế nào để sử dụng di sản thương hiệu của họ để nhắm mục tiêu người tiêu dùng trẻ tuổi.